# Galden Jampaling
Le monastère de Galden Jampaling ou Chamdo Jampaling (tibétain : ཆབ་མདོ་བྱམས་པ་གླིང, Wylie : chab mdo byams pa gling, THL : chamdo jampa ling), aussi appelé monastère de Chamdo et Chamdo Gompa, est un monastère de l'école gelugpa du bouddhisme tibétain situé à Chamdo, dans la région autonome du Tibet, en République populaire de Chine.
Le 5 mars 2013, il est inscrit sur la 7e liste des sites historiques et culturels majeurs protégés au niveau national, sous le numéro de catalogue 7-1401.

## Histoire

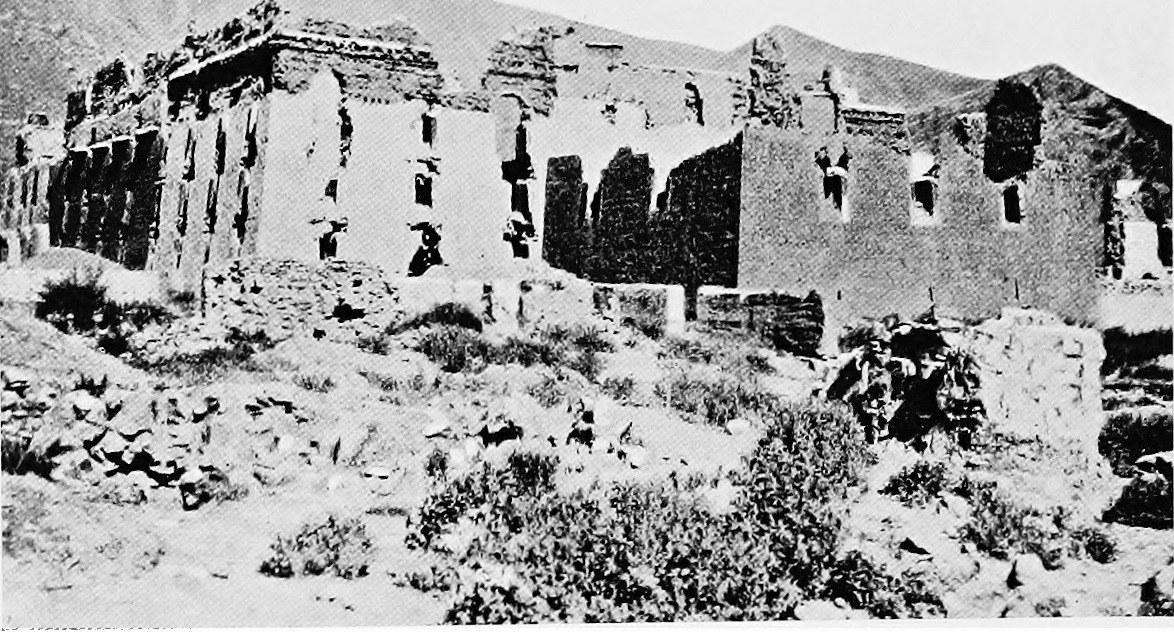
Une partie des ruines du monastère détruit par les troupes chinoises en 1912

En 1373, Chamdo reçut la visite de Tsongkhapa, lequel suggéra qu'un monastère y soit construit. Un disciple de Tsongkhapa, Jansem Sherab Zangpo, fonda le monastère de Galden Jampaling entre 1436 et 1444. Aussi appelé monastère de Changbalin ou Qiangbalin, cet établissement a hébergé quelque 2 500 moines. Selon Victor Chan, Jampaling était composé du Jampa Lhakhang (chapelle), du Jampaling Labrang (palais abbatial), du Jamtang Lhakhang (chapelle), du Kumbun (grand chörten à chapelles multiples) et du Jampaling Tratsang (collège monastique), auxquels s'ajoutaient des boutiques bouthanaises et des boutiques népalaises, un mur de thangka et le monastère de Junden.
Le monastère a toujours conservé une relation de proximité avec les dirigeants impériaux. L'important bouddha vivant du monastère a reçu des titres depuis le règne de l'empereur Kangxi (1661 – 1722) de la dynastie Qing. Il conserve toujours le sceau de cuivre offert à la lignée de bouddha vivant nommé Pagbalha Hutuktu, durant le règne de Kangxi.[réf. nécessaire]
Selon la tradition, il y avait 3 000 moines à l'époque de Jangsem Sherab Zangpo et encore 2 000 au début du XIXe siècle.
Lors des troubles de 1912-1913, le monastère fut attaqué et détruit par les troupes chinoises commandées par Peng Risheng (chinois : 彭日升 ; pinyin : péng rìshēng).
Il fut reconstruit en 1917 après que l'armée tibétaine, équipée et entraînée par les Indiens du Raj britannique, eut repris Chamdo.
Le dernier bouddha vivant et 11e Phagpalha choisi en 1942, Pagbalha Geleg Namgyai, également membre actif du Parti communiste chinois, conserve la tradition des bonnes relations avec le gouvernement central de Pékin.
Le monastère a subi des dégradations lors de la révolution culturelle.
À l'exception du hall principal (qui était utilisé comme prison) et de deux autres bâtiments restés intacts, il a été reconstruit depuis.
Il héberge maintenant à peu près 800 moines,.
Un grand bâtiment en pierre à quatre niveaux, le plus haut (18 m) du complexe, sert à exposer un thangka monumental en tissu de 16 m de long sur 8 m de large représentant Jampa. Le thangka était sorti des réserves et fixé sur le « mur de thangka » chaque trentième jour du cinquième mois lunaire.